# Puyrenier
Puyrenier är en kommun i departementet Dordogne i regionen Nouvelle-Aquitaine i sydvästra Frankrike. Kommunen ligger i kantonen Mareuil som tillhör arrondissementet Nontron. År 2018 hade Puyrenier 55 invånare.

## Befolkningsutveckling
Antalet invånare i kommunen Puyrenier
Referens:INSEE